# Chlumecký potok (přítok Chumavy)
Chlumecký potok je pravostranný přítok Chumavy v okrese Beroun ve Středočeském kraji. Délka toku činí 6,3 km. Plocha povodí měří 6,9 km².

## Průběh toku
Potok pramení v Hřebenech, jihovýchodně od Malého Chlumce, v nadmořské výšce okolo 480 m. Na horním toku směřuje na sever, na středním a dolním toku teče převážně severozápadním směrem. Po prvních zhruba 150 metrech, na 6,1 říčním kilometru, se hlavní pramen spojuje s druhým pramenným tokem. Ten vyvěrá v lesích severně od vrchu Hradec (628 m n. m.) v nadmořské výšce okolo 560 m. Pod soutokem obou zdrojnic se při východním okraji Malého Chlumce nalézá rybník Loužek. Od hráze rybníka pokračuje potok na sever k Velkému Chlumci, kterým protéká. Mezi druhým a třetím říčním kilometrem protéká obcí Skřipel. Zde zadržují jeho vody dva místní rybníky, které jsou nazývány Dvorský rybník a Pechaň. O něco níže po proudu se nachází ještě jeden rybník nazývaný Peklo. Do Chumavy se Chlumecký potok vlévá na 4,9 říčním kilometru, severovýchodně od Neumětel, v nadmořské výšce okolo 300 m.